# Susan Mayer
Susan Mayer er en fiktiv person fra serien Desperate Housewives, som bliver spillet af Teri Hatcher. 
Susan er sammen med Mike Delfino. Susan og Mike har en søn sammen, som de kalder MJ. Susan har også en datter ved navn Julie Mayer, med sin tidligere mand, Karl. Mike og Susan er flere gange gået fra hinanden og har fundet sammen igen, bl.a. da Mike bliver kørt ned af Orson Hodge (Bree Hodge's mand). Mike ligger i koma og da Mike vågner kan han ikke huske de sidste to år og dermed heller ikke deres nylige forlovelse. Susan er lidt af en klodsmajor der ofte laver rod i sagerne. Susan bor på Wisteria Lane sammen med de andre Desperate Housewives og dermed hendes veninder: Lynette Scavo (Mand: Tom Scavo. Børn: Porter, Parker, Preston, Penny og Paige), Bree Hodge (Mand: Orson Hodge. Børn: Danielle og Andrew) og Gabrielle Solis (Mand: Carlos Solis. Børn: Juanita og Celia).